# Croton sacaquinha
Espèce
Croton sacaquinha est une espèce de plantes à fleurs du genre Croton et de la famille des Euphorbiaceae, présente au Brésil (Amazonas, près de Manaus).